# Loris J. Bononi
Loris Jacopo Bononi, noto come Loris J. Bononi (Fivizzano, 11 giugno 1929 – Carrara, 12 novembre 2012), è stato un farmacologo, scrittore e poeta italiano.

## Biografia
Nasce a Fivizzano, dopo gli studi liceali nel liceo-ginnasio di Pontremoli e di Carrara, si iscrive a Parma alla Facoltà di Medicina e Chirurgia dove si laurea nel 1954. Trascorso un breve periodo come medico condotto nella Valle del Lucido (comune di Fivizzano)  decide di trasferirsi a Roma. Qui, svolgendo svariati lavori per mantenersi, riesce a ottenere la Libera Docenza in Microbiologia e poi in Chemioterapia, affiancando a queste attività la professione di dirigente industriale nel settore farmaceutico.
Poco dopo dirige la Sezione Italiana di Pfizer e per un certo periodo anche quella statunitense. Poi proseguirà l'attività dirigenziale a Milano nella Zambeletti e a Firenze nella Manetti & Roberts.
Accanto alla carriera di dirigente industriale si dedica all'insegnamento universitario presso l'Università degli Studi di Torino, dove terrà per trenta anni la cattedra di Chemioterapia.
Negli anni romani frequenta personaggi del calibro di Carlo Alberto Cappelli, Luchino Visconti e Federico Fellini, e pubblica tre libri che lo hanno fatto considerare tra i maggiori scrittori del  '900 da un autore dal non certo facile giudizio come Pier Paolo Pasolini. Pasolini nella rubrica Il Caos  (recensioni poi ripubblicate in un unico volume da Editori Riuniti nel 1995) che firmò tra il 1968 e il 1970 settimanalmente sulla rivista Tempo ebbe modo il 26 luglio 1969 di elogiare l'autore per l'appena edito 'Diario postumo' e poi la settimana seguente con l'articolo' Chiedo scusa a Bononi' effettuò ulteriori precisazioni sulla collocazione di Loris J. Bononi nel panorama della letteratura del novecento.
Restaura agli inizi degli anni settanta il castello di Castiglione del Terziere nel comune di Bagnone in Lunigiana, che diventa un importante centro culturale raccogliendovi migliaia di libri delle prime edizioni e numerosi incunaboli. Assieme al fratello Eugenio, alla fine degli anni ottanta, nel suo paese di nascita a Fivizzano, istituisce nel Palazzo Fantoni-Bononi, che fu già residenza del poeta arcadico Labindo, il museo della Stampa Jacopo da Fivizzano. Il tutto per celebrare i meriti del proprio paese; infatti nella piccola cittadina lunigianense si cominciò a stampare libri undici anni prima che a Vienna, nove prima di Londra, sette prima di Oxford, Ginevra, Barcellona e cinque prima di Bruxelles. Ricordava spesso Loris J. Bononi che un fivizzanese "Jacopo da Fivizzano", fra il 1470 e il 1474, aveva impiantato per la prima volta i caratteri tipografici per stampare testi di Giovenale, Virgilio, Cicerone, Sallustio e Cornazzano.
Fu ancora Loris J.Bononi a rivelare per primo che sempre a Fivizzano nel 1802 Agostino Fantoni aveva inventato la prima macchina da scrivere con tanto di carta carbone.
Il legame dello scrittore Bononi con il proprio paese di nascita fu forte e continuo e non per niente rifondò nell'anno 1972 a Fivizzano la Cinquecentesca Accademia degli Imperfetti di cui divenne Priore, carica che conservò, onorandola con numerose pregiate pubblicazioni, fino alla sua morte.
Una prosa originale, singolare e prorompente quella di Bononi che sfocia nella poesia. Migliaia sono infatti i suoi componimenti poetici, anche inediti, che ci ha lasciato in eredità.
È scomparso nel 2012 all'età di 83 anni.
La Fondazione 'Loris Jacopo Bononi onlus' da lui istituita e con sede nel Palazzo Fantoni Bononi a Fivizzano prosegue la sua opera di promozione della cultura lunigianese nel mondo.

## Opere
- Diario postumo, Cappelli Editore, 1969.
- Miserere dei, Cappelli Editore, 1970. Premio Sila per la narrativa.[3]
- Il poeta muore, Cappelli Editore, 1973. Premio Nazionale Rhegium Julii per la narrativa[4]
- Trilogia, Marsilio Editore, 1994.
- Libri & Destini, Pacini Fazzi Editore, 2000.
- FIVIZZANO - CITTÀ NOBILE, Accademia degli Imperfetti- Fivizzano, 1998
- Jacopo da Fivizzano prototipografo, Fausto Sardini Editore- Bornato BS, 1971
- Le stagioni a Castiglione del Terziere (Poesie inedite postume), Pacini Fazzi Editore - Lucca, 2014